# Getsemane
Getsemane (af hebraisk: Gat-Schemen oliepresse) er en lokalitet ved foden af Oliebjerget i Jerusalem hvor Jesus ifølge Det Nye Testamente opholdt sig og bad aftenen før sin korsfæstelse 
(Matt 26,36-56, Mark 14,32-52, Luk 22,39-49).
Ved haven befinder sig "Kirken for alle nationer" 